# Phrynobatrachus ukingensis
Phrynobatrachus ukingensis är en groddjursart som först beskrevs av Arthur Loveridge 1932.  Phrynobatrachus ukingensis ingår i släktet Phrynobatrachus och familjen Phrynobatrachidae. IUCN kategoriserar arten globalt som otillräckligt studerad. Inga underarter finns listade i Catalogue of Life.